# Vingt-septième district congressionnel de Californie
Le  27e district congressionnel de Californie est un district de l'État américain de Californie. Le district est actuellement représenté par le Républicain Mike Garcia. C'était l'un des 18 districts qui auraient voté pour Joe Biden lors de l'élection présidentielle de 2020 s'ils avaient existé dans leur configuration actuelle alors qu'ils avaient été remportés ou détenus par un républicain en 2022. 
Le district comprend la majeure partie du nord du Comté de Los Angeles, y compris les villes de Santa Clarita, Palmdale et Lancaster, ainsi que des parties du nord-ouest de la Vallée de San Fernando, dans la ville de Los Angeles. Avant le redécoupage en 2022, le quartier était situé dans la Vallée de San Gabriel.

## Géographie
| #  | Comté       | Siège       | Population |
| -- | ----------- | ----------- | ---------- |
| 37 | Los Angeles | Los Angeles | 9 663 345  |

Depuis le redécoupage de 2020, le 27e district congressionnel de Californie est situé dans le sud de la Californie. Il englobe la majeure partie du nord du Comté de Los Angeles, y compris les villes de Santa Clarita, Lancaster et Palmdale; les census-designated places de Stevenson Ranch, Val Verde, Hasley Canyon, Castaic, Lake Hughes, Elizabeth Lake, Green Valley, Agua Dulce, Acton, Leona Valley, Quartz Hills, Desert View Highlands, Littlerock et Sun Villages; les quartiers de Porter Ranch et Granada Hills dans la ville de Los Angeles, ainsi que les Montagnes de la Sierra Pelona et les pentes nord des montagnes de San Gabriel.

### Villes et Census-designated places de 10 000 personnes ou plus
- Los Angeles - 3 820 914
- Santa Clarita - 228 673
- Lancaster - 173 516
- Palmdale - 169 450
- Stevenson Ranch - 20 178
- Castaic - 18 937
- Sun Village - 12 345
- Quartz Hill - 11 447

### Villes de 2500 à 10 000 personnes
- Acton - 7431
- Agua Dulce - 3451
- Desert View Highlands - 2676

## Historique de vote
| Année | Poste               | Résultats                      |
| ----- | ------------------- | ------------------------------ |
| 1990  | Gouverneur          | Feinstein 52,0 % - 42,9 %      |
| 1992  | Président           | Clinton 44,3 % - 36,6 %        |
| 1992  | Sénateur            | Herschensohn 47,5 % - 44,9 %   |
| 1992  | Sénateur (Spéciale) | Feinstein 50,7 % - 42,1 %      |
| 1994  | Gouverneur          | Wilson 59,5 % - 37,5 %         |
| 1994  | Sénateur            | Huffington 47,7 % - 44,6 %     |
| 1996  | Président           | Clinton 49,1 % - 40,5 %        |
| 1998  | Gouverneur          | Davis 56,6 % - 40,3 %          |
| 1998  | Sénateur            | Boxer 51,1 % - 45,6 %          |
| 2000  | Président           | Gore 53,4 % - 41,4 %           |
| 2000  | Sénateur            | Feinstein 56,6 % - 36,4 %      |
| 2002  | Gouverneur          | Davis 50,1 % - 40,4 %          |
| 2003  | Rappel,             | Oui 56,5 % - 43,5 %            |
| 2003  | Rappel,             | Schwarzenegger 52,0 % - 29,9 % |
| 2004  | Président           | Kerry 59,3 % - 39,3 %          |
| 2004  | Sénateur            | Boxer 63,7 % 31,2 %            |
| 2006  | Gouverneur          | Schwarzenegger 52,7 % - 42,3 % |
| 2006  | Sénateur            | Feinstein 63,2 % - 31,3 %      |
| 2008  | Président           | Obama 66,1 % - 31,7%           |
| 2010  | Gouverneur          | Brown 57,9 % - 36,8 %          |
| 2010  | Sénateur            | Boxer 57,6 % - 36,7 %          |
| 2012  | Président           | Obama 62,6 % - 35,0 %          |
| 2012  | Sénateur            | Feinstein 65,2 % - 34,8 %      |
| 2014  | Gouverneur          | Brown 62,3 % - 37,7 %          |
| 2016  | Président           | Clinton 66,0 % - 28,4 %        |
| 2016  | Sénateur            | Harris 62,1 % - 37,9 %         |
| 2018  | Gouverneur          | Newsom 65,1 % - 34,9 %         |
| 2018  | Sénateur            | Feinstein 60,1 % - 39,9 %      |
| 2020  | Président           | Biden 67,2 % - 30,8 %          |
| 2021  | Rappel              | Non 67,1 % - 32,8 %            |
| 2022  | Gouverneur          | Dahle 50,9 % - 49,1 %          |
| 2022  | Sénateur            | Padilla 51,5 % - 48,5 %        |

## Liste des représentants du district
| Membre                          | Parti       | Années                           | Congrès     | Histoire électorale | Zone géographique                                                                                                   |
| ------------------------------- | ----------- | -------------------------------- | ----------- | --- | --- |
| District créé le 3 janvier 1953 |             |                                  |             | | |
| Harry R. Sheppard (en)          | Démocrate   | 3 janvier 1953 - 3 janvier 1963  | 83e - 87e   | Redécoupage depuis le 21e district et réélu en 1952. Réélu en 1954. Réélu en 1956. Réélu en 1958. Réélu en 1960. Redécoupage vers le 33e district.      | 1953–1963 San Bernardino                                                                                            |
| Everett G. Burkhalter (en)      | Démocrate   | 3 janvier 1963 - 3 janvier 1965  | 88e         | Élu en 1962. Perds sa réélection. | 1963–1969 Los Angeles                                                                                               |
| Edwin Reinecke (en)             | Républicain | 3 janvier 1965 - 21 janvier 1969 | 89e - 91e   | Élu en 1964. Réélu en 1966. Réélu en 1968. Démissionne pour devenir Lieutenant Gouverneur de Californie.                                                | 1963–1969 Los Angeles                                                                                               |
| Edwin Reinecke (en)             | Républicain | 3 janvier 1965 - 21 janvier 1969 | 89e - 91e   | Élu en 1964. Réélu en 1966. Réélu en 1968. Démissionne pour devenir Lieutenant Gouverneur de Californie.                                                | 1969–1973 Los Angeles                                                                                               |
| Vacant                          | Vacant      | 21 janvier 1969 - 29 avril 1969  | 91e         | | |
| Barry Goldwater Jr. (en)        | Républicain | 29 avril 1969 - 3 janvier 1975   | 91e - 93e   | Élu pour terminer le mandat de Reinecke. Réélu en 1970. Réélu en 1972. Redécoupage vers le 20e district.                                                | |
| Barry Goldwater Jr. (en)        | Républicain | 29 avril 1969 - 3 janvier 1975   | 91e - 93e   | Élu pour terminer le mandat de Reinecke. Réélu en 1970. Réélu en 1972. Redécoupage vers le 20e district.                                                | 1973–1975 Los Angeles, Ventura (Partie Sud)                                                                         |
| Alphonzo E. Bell Jr. (en)       | Républicain | 3 janvier 1975 - 3 janvier 1977  | 94e         | Redécoupage vers le 28e district et réélu en 1974. Retrait pour se présenter comme Sénateur des États-Unis.                                             | 1975–1983 Los Angeles                                                                                               |
| Bob Dornan (en)                 | Républicain | 3 janvier 1977 - 3 janvier 1983  | 95e - 97e   | Élu en 1976. Réélu en 1978. Réélu en 1980. Retrait pour se présenter comme Sénateur des États-Unis.                                                     | 1975–1983 Los Angeles                                                                                               |
| Mel Levine (en)                 | Démocrate   | 3 janvier 1983 - 3 janvier 1993  | 98e - 102e  | Élu en 1982. Réélu en 1984. Réélu en 1986. Réélu en 1988. Réélu en 1990. Retrait.                                                                       | 1983–1993 Los Angeles (Partie Ouest : Redondo Beach, Santa Monica)                                                  |
| Carlos Moorhead (en)            | Républicain | 3 janvier 1993 - 3 janvier 1997  | 103e , 104e | Redécoupage depuis le 22e district et réélu en 1992. Réélu en 1994. Retrait.                                                                            | 1993–2003 Los Angeles (Burbank, Glendale, Pasadena)                                                                 |
| Jim Rogan (en)                  | Républicain | 3 janvier 1997 - 3 janvier 2001  | 105e , 106e | Élu en 1996. Perds sa réélection. | 1993–2003 Los Angeles (Burbank, Glendale, Pasadena)                                                                 |
| Adam Schiff                     | Démocrate   | 3 janvier 2001 - 3 janvier 2003  | 107e        | Élu en 2000. Redécoupage vers le 29e district. | 1993–2003 Los Angeles (Burbank, Glendale, Pasadena)                                                                 |
| Brad Sherman                    | Démocrate   | 3 janvier 2003 - 3 janvier 2013  | 108e - 112e | Redécoupage depuis le 24e district et réélu en 2002. Réélu en 2004. Réélu en 2006. Réélu en 2008. Réélu en 2010. Redécoupage vers le 30e district.      | 2003–2013 Los Angeles (Parties Ouest du comté incluant Northridge et Reseda)                                        |
| Judy Chu                        | Démocrate   | 3 janvier 2013 - 3 janvier 2023  | 113e - 117e | Redécoupage depuis le 32e district et réélue en 2012. Réélue en 2014. Réélue en 2016. Réélue en 2018. Réélue en 2020. Redécoupage vers le 28e district. | 2013–2023 San Gabriel Foothills incluant Alhambra et Pasadena                                                       |
| Mike Garcia                     | Républicain | 3 janvier 2023 - 3 janvier 2025. | 118e        | Redécoupage depuis le 25e district et réélu en 2022. Perd sa réélection.                                                                                | 2023–en cours La majeure partie du nord du comté de Los Angeles, y compris les villes de Santa Clarita et Lancaster |
| George Whitesides               | Démocrate   | 3 janvier 2025 - en cours        | 119e        | Élu en 2024. | 2023–en cours La majeure partie du nord du comté de Los Angeles, y compris les villes de Santa Clarita et Lancaster |

## Résultats des récentes élections
Voici les résultats des dix précédents cycles électoraux dans le district.

### 2004
| Élection de 2004 du 27e district congressionnel de Californie | Élection de 2004 du 27e district congressionnel de Californie | Élection de 2004 du 27e district congressionnel de Californie | Élection de 2004 du 27e district congressionnel de Californie | Élection de 2004 du 27e district congressionnel de Californie |
| ------------------------------------------------------------- | ------------------------------------------------------------- | ------------------------------------------------------------- | ------------------------------------------------------------- | ------------------------------------------------------------- |
| Parti                                                         | Parti                                                         | Candidat                                                      | Votes                                                         | %                                                             |
|                                                               | Démocrate                                                     | Brad Sherman (sortant)                                        | 125 296                                                       | 62,3                                                          |
|                                                               | Républicain                                                   | Robert M. Levy                                                | 66 946                                                        | 33,3                                                          |
|                                                               | Vert                                                          | Eric J. Carter                                                | 8956                                                          | 4,4                                                           |
| Total des votes                                               | Total des votes                                               | Total des votes                                               | 201 198                                                       | 100%                                                          |
|                                                               | Les Démocrates conservent                                     |                                                               |                                                               |                                                               |

### 2006
| Élection de 2006 du 27e district congressionnel de Californie | Élection de 2006 du 27e district congressionnel de Californie | Élection de 2006 du 27e district congressionnel de Californie | Élection de 2006 du 27e district congressionnel de Californie | Élection de 2006 du 27e district congressionnel de Californie |
| ------------------------------------------------------------- | ------------------------------------------------------------- | ------------------------------------------------------------- | ------------------------------------------------------------- | ------------------------------------------------------------- |
| Parti                                                         | Parti                                                         | Candidat                                                      | Votes                                                         | %                                                             |
|                                                               | Démocrate                                                     | Brad Sherman (sortant)                                        | 92 650                                                        | 68,8                                                          |
|                                                               | Républicain                                                   | Peter Hankwitz                                                | 42 074                                                        | 31,2                                                          |
| Total des votes                                               | Total des votes                                               | Total des votes                                               | 134 724                                                       | 100%                                                          |
|                                                               | Les Démocrates conservent                                     |                                                               |                                                               |                                                               |

### 2008
| Élection de 2008 du 27e district congressionnel de Californie | Élection de 2008 du 27e district congressionnel de Californie | Élection de 2008 du 27e district congressionnel de Californie | Élection de 2008 du 27e district congressionnel de Californie | Élection de 2008 du 27e district congressionnel de Californie |
| ------------------------------------------------------------- | ------------------------------------------------------------- | ------------------------------------------------------------- | ------------------------------------------------------------- | ------------------------------------------------------------- |
| Parti                                                         | Parti                                                         | Candidat                                                      | Votes                                                         | %                                                             |
|                                                               | Démocrate                                                     | Brad Sherman (sortant)                                        | 135 665                                                       | 68,6                                                          |
|                                                               | Républicain                                                   | Navraj Singh                                                  | 49 510                                                        | 24,8                                                          |
|                                                               | Libertarien                                                   | Tim Denton                                                    | 14 171                                                        | 6,6                                                           |
| Total des votes                                               | Total des votes                                               | Total des votes                                               | 185 175                                                       | 100%                                                          |
|                                                               | Les Démocrates conservent                                     |                                                               |                                                               |                                                               |

### 2010
| Élection de 2010 du 27e district congressionnel de Californie | Élection de 2010 du 27e district congressionnel de Californie | Élection de 2010 du 27e district congressionnel de Californie | Élection de 2010 du 27e district congressionnel de Californie | Élection de 2010 du 27e district congressionnel de Californie |
| ------------------------------------------------------------- | ------------------------------------------------------------- | ------------------------------------------------------------- | ------------------------------------------------------------- | ------------------------------------------------------------- |
| Parti                                                         | Parti                                                         | Candidat                                                      | Votes                                                         | %                                                             |
|                                                               | Démocrate                                                     | Brad Sherman (sortant)                                        | 102 927                                                       | 65,1                                                          |
|                                                               | Républicain                                                   | Mark Reed                                                     | 55 056                                                        | 34,9                                                          |
| Total des votes                                               | Total des votes                                               | Total des votes                                               | 157 983                                                       | 100%                                                          |
|                                                               | Les Démocrates conservent                                     |                                                               |                                                               |                                                               |

### 2012
| Élection de 2012 du 27e district congressionnel de Californie | Élection de 2012 du 27e district congressionnel de Californie | Élection de 2012 du 27e district congressionnel de Californie | Élection de 2012 du 27e district congressionnel de Californie | Élection de 2012 du 27e district congressionnel de Californie |
| ------------------------------------------------------------- | ------------------------------------------------------------- | ------------------------------------------------------------- | ------------------------------------------------------------- | ------------------------------------------------------------- |
| Parti                                                         | Parti                                                         | Candidat                                                      | Votes                                                         | %                                                             |
|                                                               | Démocrate                                                     | Judy Chu (sortante)                                           | 154 191                                                       | 64,0                                                          |
|                                                               | Républicain                                                   | Jack Orswell                                                  | 86 817                                                        | 36,0                                                          |
| Total des votes                                               | Total des votes                                               | Total des votes                                               | 241 008                                                       | 100%                                                          |
|                                                               | Les Démocrates conservent                                     |                                                               |                                                               |                                                               |

### 2014
| Élection de 2014 du 27e district congressionnel de Californie | Élection de 2014 du 27e district congressionnel de Californie | Élection de 2014 du 27e district congressionnel de Californie | Élection de 2014 du 27e district congressionnel de Californie | Élection de 2014 du 27e district congressionnel de Californie |
| ------------------------------------------------------------- | ------------------------------------------------------------- | ------------------------------------------------------------- | ------------------------------------------------------------- | ------------------------------------------------------------- |
| Parti                                                         | Parti                                                         | Candidat                                                      | Votes                                                         | %                                                             |
|                                                               | Démocrate                                                     | Judy Chu (sortante)                                           | 75 728                                                        | 59,4                                                          |
|                                                               | Républicain                                                   | Jack Orswell                                                  | 51 852                                                        | 40,6                                                          |
| Total des votes                                               | Total des votes                                               | Total des votes                                               | 127 580                                                       | 100%                                                          |
|                                                               | Les Démocrates conservent                                     |                                                               |                                                               |                                                               |

### 2016
| Élection de 2016 du 27e district congressionnel de Californie | Élection de 2016 du 27e district congressionnel de Californie | Élection de 2016 du 27e district congressionnel de Californie | Élection de 2016 du 27e district congressionnel de Californie | Élection de 2016 du 27e district congressionnel de Californie |
| ------------------------------------------------------------- | ------------------------------------------------------------- | ------------------------------------------------------------- | ------------------------------------------------------------- | ------------------------------------------------------------- |
| Parti                                                         | Parti                                                         | Candidat                                                      | Votes                                                         | %                                                             |
|                                                               | Démocrate                                                     | Judy Chu (sortante)                                           | 168 977                                                       | 67,4                                                          |
|                                                               | Républicain                                                   | Jack Orswell                                                  | 81 655                                                        | 32,6                                                          |
| Total des votes                                               | Total des votes                                               | Total des votes                                               | 250 632                                                       | 100%                                                          |
|                                                               | Les Démocrates conservent                                     |                                                               |                                                               |                                                               |

### 2018
| Élection de 2018 du 27e district congressionnel de Californie | Élection de 2018 du 27e district congressionnel de Californie | Élection de 2018 du 27e district congressionnel de Californie | Élection de 2018 du 27e district congressionnel de Californie | Élection de 2018 du 27e district congressionnel de Californie |
| ------------------------------------------------------------- | ------------------------------------------------------------- | ------------------------------------------------------------- | ------------------------------------------------------------- | ------------------------------------------------------------- |
| Parti                                                         | Parti                                                         | Candidat                                                      | Votes                                                         | %                                                             |
|                                                               | Démocrate                                                     | Judy Chu (sortante)                                           | 160 504                                                       | 79,2                                                          |
|                                                               | Démocrate                                                     | Bryan Witt                                                    | 42 132                                                        | 20,8                                                          |
| Total des votes                                               | Total des votes                                               | Total des votes                                               | 202 636                                                       | 100%                                                          |
|                                                               | Les Démocrates conservent                                     |                                                               |                                                               |                                                               |

### 2020
| Élection de 2020 du 27e district congressionnel de Californie | Élection de 2020 du 27e district congressionnel de Californie | Élection de 2020 du 27e district congressionnel de Californie | Élection de 2020 du 27e district congressionnel de Californie | Élection de 2020 du 27e district congressionnel de Californie |
| ------------------------------------------------------------- | ------------------------------------------------------------- | ------------------------------------------------------------- | ------------------------------------------------------------- | ------------------------------------------------------------- |
| Parti                                                         | Parti                                                         | Candidat                                                      | Votes                                                         | %                                                             |
|                                                               | Démocrate                                                     | Judy Chu (sortante)                                           | 221 411                                                       | 69,8                                                          |
|                                                               | Républicain                                                   | John J. Nalbandian                                            | 95 907                                                        | 30,2                                                          |
| Total des votes                                               | Total des votes                                               | Total des votes                                               | 317 318                                                       | 100%                                                          |
|                                                               | Les Démocrates conservent                                     |                                                               |                                                               |                                                               |

### 2022
La Californie a tenu sa Primaire Jungle le 7 juin 2022, selon ce système de Primaire, tous les candidats sont sur le même bulletin de vote, et les deux arrivés en tête s'affronteront le jour de l'Élection Générale, à savoir le 8 novembre 2022.
| Primaire Jungle 2022 du 27e district congressionnel de Californie | Primaire Jungle 2022 du 27e district congressionnel de Californie | Primaire Jungle 2022 du 27e district congressionnel de Californie | Primaire Jungle 2022 du 27e district congressionnel de Californie | Primaire Jungle 2022 du 27e district congressionnel de Californie |
| ----------------------------------------------------------------- | ----------------------------------------------------------------- | ----------------------------------------------------------------- | ----------------------------------------------------------------- | ----------------------------------------------------------------- |
| Parti                                                             | Parti                                                             | Candidat                                                          | Votes                                                             | %                                                                 |
|                                                                   | Républicain                                                       | Mike Garcia (sortant)                                             | 57 469                                                            | 47,1                                                              |
|                                                                   | Démocrate                                                         | Christy Smith                                                     | 45 675                                                            | 37,4                                                              |
|                                                                   | Démocrate                                                         | John Quaye Quartey                                                | 8303                                                              | 6,8                                                               |
|                                                                   | Démocrate                                                         | Ruth Luevanos                                                     | 6668                                                              | 5,4                                                               |
|                                                                   | Républicain                                                       | David Rudnick                                                     | 2648                                                              | 2,2                                                               |
|                                                                   | Républicain                                                       | Mark Pierce                                                       | 1352                                                              | 1,1                                                               |

| Élection de 2022 du 27e district congressionnel de Californie | Élection de 2022 du 27e district congressionnel de Californie | Élection de 2022 du 27e district congressionnel de Californie | Élection de 2022 du 27e district congressionnel de Californie | Élection de 2022 du 27e district congressionnel de Californie |
| ------------------------------------------------------------- | ------------------------------------------------------------- | ------------------------------------------------------------- | ------------------------------------------------------------- | ------------------------------------------------------------- |
| Parti                                                         | Parti                                                         | Candidat                                                      | Votes                                                         | %                                                             |
|                                                               | Républicain                                                   | Mike Garcia (sortant)                                         | 104 624                                                       | 53,2                                                          |
|                                                               | Démocrate                                                     | Christy Smith                                                 | 91 892                                                        | 46,8                                                          |
| Total des votes                                               | Total des votes                                               | Total des votes                                               | 196 516                                                       | 100%                                                          |
|                                                               | Les Républicains conservent                                   |                                                               |                                                               |                                                               |

### 2024
La Californie a tenu sa Primaire Jungle le 5 mars 2024, selon ce système de Primaire, tous les candidats sont sur le même bulletin de vote, et les deux arrivés en tête s'affronteront le jour de l'Élection Générale, à savoir le 5 novembre 2024.
| Primaire Jungle 2024 du 27e district congressionnel de Californie | Primaire Jungle 2024 du 27e district congressionnel de Californie | Primaire Jungle 2024 du 27e district congressionnel de Californie | Primaire Jungle 2024 du 27e district congressionnel de Californie | Primaire Jungle 2024 du 27e district congressionnel de Californie |
| ----------------------------------------------------------------- | ----------------------------------------------------------------- | ----------------------------------------------------------------- | ----------------------------------------------------------------- | ----------------------------------------------------------------- |
| Parti                                                             | Parti                                                             | Candidat                                                          | Votes                                                             | %                                                                 |
|                                                                   | Républicain                                                       | Mike Garcia (sortant)                                             | 74 245                                                            | 54,9                                                              |
|                                                                   | Démocrate                                                         | George Whitesides                                                 | 44 391                                                            | 32,8                                                              |
|                                                                   | Démocrate                                                         | Steve Hill                                                        | 16 525                                                            | 12,2                                                              |

| Élection de 2024 du 27e district congressionnel de Californie | Élection de 2024 du 27e district congressionnel de Californie | Élection de 2024 du 27e district congressionnel de Californie | Élection de 2024 du 27e district congressionnel de Californie | Élection de 2024 du 27e district congressionnel de Californie |
| ------------------------------------------------------------- | ------------------------------------------------------------- | ------------------------------------------------------------- | ------------------------------------------------------------- | ------------------------------------------------------------- |
| Parti                                                         | Parti                                                         | Candidat                                                      | Votes                                                         | %                                                             |
|                                                               | Démocrate                                                     | George Whitesides                                             | 154 040                                                       | 51,3                                                          |
|                                                               | Républicain                                                   | Mike Garcia (sortant)                                         | 146 050                                                       | 48,7                                                          |
| Total des votes                                               | Total des votes                                               | Total des votes                                               | 300 090                                                       | 100 %                                                         |
|                                                               | Les Démocrates reprennent aux Républicains                    |                                                               |                                                               |                                                               |